# Álmodj velem
Az Álmodj velem Zalatnay Sarolta harmadik nagylemeze, mely 1972-ben jelent meg a Pepita lemezkiadónál. Kísérőzenekar a Locomotiv GT volt, a dalszövegeket pedig Adamis Anna írta.
A Magyarországon megjelent első bakelit hanglemez kiadások borítói kinyithatóak voltak, melyeket vékony, könnyen elszakadó papírra készítettek. Az első kiadvány borítóinak érdekessége, hogy a bakelitlemezt, nem a szokványos módon lehet ki- és behelyezni a borítóba, tehát nem jobb oldalról, hanem balról kell visszahelyezni a korongot. Ha kihajtjuk a borítót, a belsejénél található borítógerincnél van egy szokványos lemeznyílás, mely egyúttal a lemez helyét is takarja. Ennek a nem hétköznapi borító megoldásnak köszönhetően, ezek a borítók rendesen elhasználódtak, tehát egy megkímélt, tökéletesnek mondható borító ritkaságnak számít manapság a lemezpiacon.  
1973-ban a boltok polcaira kerültek az utánnyomások, amelyeket Export célra szántak. Az újranyomott kiadások már csak szimpla, laminált borítókkal jelentek meg, ezeket a borítókat, már jóval erősebb papírra nyomtatták a Játékkártya Nyomdában, így az elődjénél jóval masszívabbnak bizonyult. A szovjet exportra készült változat címe Мечтай со мной, ami szintén szimpla borítóval készült el.

## Az album dalai
A oldal
1. Adj egy percet (Frenreisz Károly / Adamis Anna) – 3:07
2. Szeress nagyon (Barta Tamás / Adamis Anna) – 2:44
3. Könyörgés (Presser Gábor / Adamis Anna) – 2:50
4. Dal a Kékmadárról (Barta Tamás / Adamis Anna) – 3:02
5. Téli éjszakák (Presser Gábor / Adamis Anna) – 3:56
6. Ez minden (Presser Gábor / Adamis Anna) – 3:22

B oldal
1. A véremben van (Barta Tamás / Adamis Anna) – 2:25
2. Késő már (Frenreisz Károly / Adamis Anna) – 3:26
3. Gyere vissza, barátom! (Frenreisz Károly / Adamis Anna) – 2:37
4. Napraforgó (Barta Tamás / Adamis Anna) – 4:06
5. Ki tiltja meg? (Frenreisz Károly / Adamis Anna) – 3:26
6. Mikor elalszol (Presser Gábor / Adamis Anna) – 3:11

Bónusz dal, az 1994-ben megjelent, digitálisan felújított CD kiadásnál:
- Miért mentél el? (Presser Gábor / Adamis Anna) – 5:08

## Közreműködők
- Zalatnay Sarolta - ének
- Barta Tamás – gitárok, vokál
- Frenreisz Károly – basszusgitár, szoprán- és tenorszaxofon, fuvola, vokál
- Laux József – dob, konga
- Presser Gábor – orgona, zongora, ének
- Adamis Anna – versek

### Produkció
- Radányi Endre – hangmérnök
- Juhász István – zenei rendező
- Huschit János – fotó
- Kolma Imre – grafikai tev

## Külső hivatkozások
- Álmodj velem